# Hannoversch Münden
Hann. Münden település Németországban, azon belül Alsó-Szászország tartományban. Lakosainak száma 23 418 fő (2023. december 31.).

## Népesség
A település népességének változása:
| Lakosok száma | 24 971 | 24 525 | 24 072 | 23 797 | 23 853 | 23 805 | 24 467 | 23 289 | 23 530 | 23 418 |
|               | 1987   | 2010   | 2015   | 2016   | 2017   | 2018   | 2019   | 2021   | 2022   | 2023   |

## Ismert személyek, akik a településhez köthetőek
- Itt élt és tevékenykedett, valamint itt is halt meg 1912-ben Paul Kummer német evangélikus hittanár, mikológus.